# Léopold De Troeyer

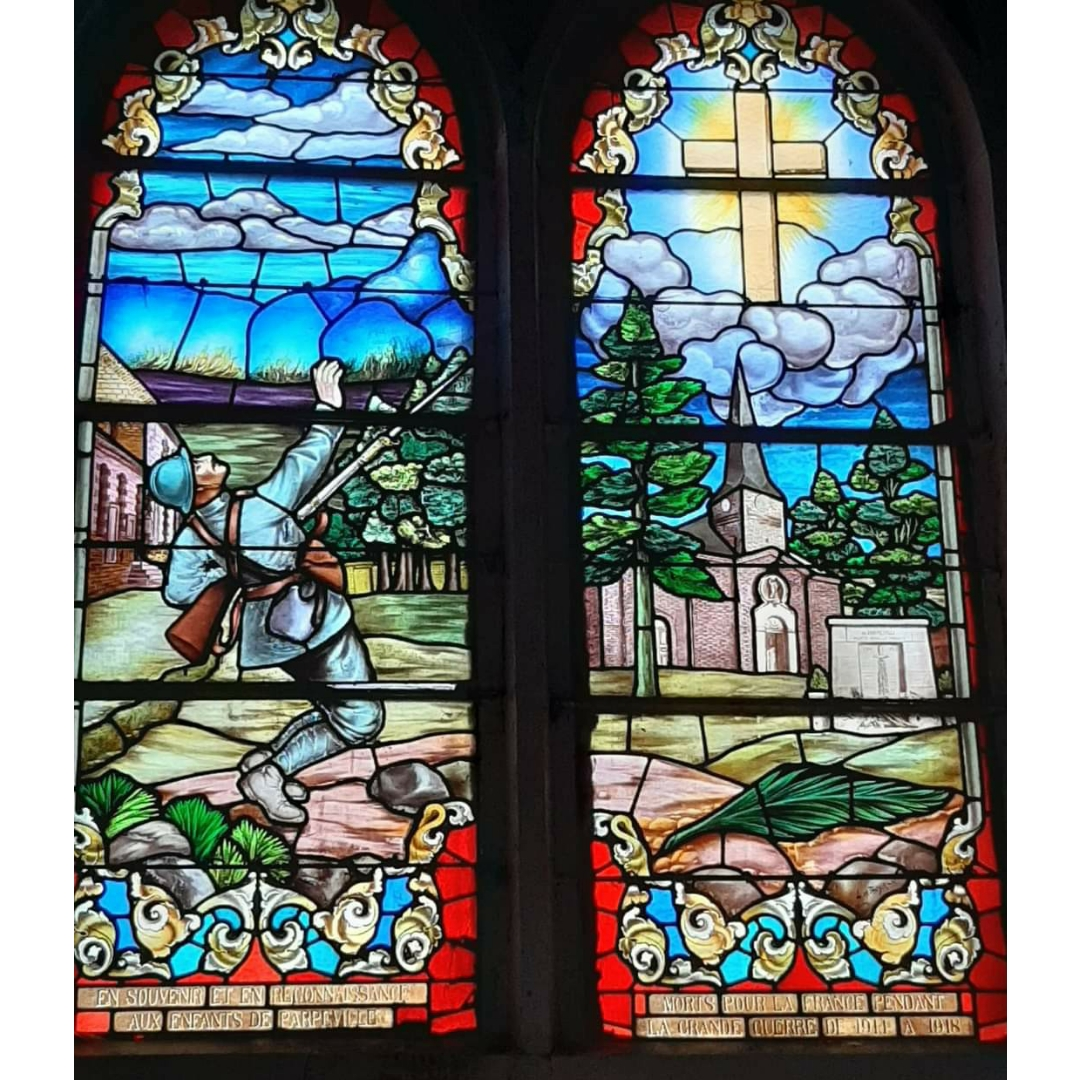
Vitrail commémoratif.

 Léopold De Troeyer, né à Bruxelles, est un peintre et vitrailliste  belge qui a exercé son art à Reims.

## Biographie
Léopold Alphonse De Troeyer est né en 1861 à Bruxelles.
Avant 1897, il s'installe comme peintre verrier à Santiago du Chili.
Il se marie avec Louis-Augustine Dumont (1872-1955) avec qui il aura quatre filles.
En 1923, Léopold De Troeyer et sa famille s’installe à Reims, 58 rue de Belin.
Il signe les œuvres de l’atelier, «L. DE TROEYER / & MELLES REIMS ».
Il est décédé à Reims le 28 août 1930. Il repose au Cimetière de Laon de Reims.
Sa femme et ses filles poursuivront le métier de peintre-verrier. Elles signeront leurs œuvres avec « Vve L. & MESDLES / DE TROEYER REIMS ».
Au décès de leur mère, les filles De Troeyer poursuivent leur activité et signent « MELLES DE TROEYER REIMS ».

## Œuvres

### Œuvres signées «L. DE TROEYER / & MELLES REIMS»
- Église Notre-Dame de Wadelincourt : baies 0 (Nativité de la Vierge), 1 (Annonciation), 2 (Présentation de la Vierge au Temple), 5 (Notre-Dame de Lourdes) et 6 (Sainte Famille), (Dossier IM08001465)[2],
- Église Saint-Rémi de Condé-lès-Vouziers : Baie 0 : Crucifixion, (Dossier IM08005345)[3],
- Église Saint-Hippolyte de Courcy : Ensemble de 8 verrières figurées et décoratives (baies 0 à 4, 6 à 8) (Dossier IM51002490)[4],
- Église Notre-Dame de Montcheutin : Ensemble de 7 verrières historiées (baies 1 à 4, 6) : Enfance du Christ ; Résurrection du Christ ; Jardin des oliviers ; Assomption ; Nativité (Dossier IM08010297)[5].